# Franco Frattini

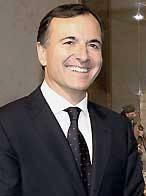
Franco Frattini

Franco Frattini, född 14 mars 1957 i Rom, död 24 december 2022 i Rom, var  en italiensk politiker som bland annat var utrikesminister 2002–2004 och 2008–2011 samt EU-kommissionär 2004–2008.
Frattini var från början medlem i italienska socialistpartiet, anslöt sig senare till högerpartiet Forza Italia som 2009 gick samman med bland annat Nationella alliansen och ombildades till Frihetens folk. Han ingick Lamberto Dinis mittenregering 1995–1996 och valdes därefter in i italienska parlamentet, deputeradekammaren, för Forza Italia. Han ingick i Silvio Berlusconis regering från 2001 och var utrikesminister 2002–2004.
Den 22 november 2004 utnämndes Frattini till att bli vice ordförande i EU-kommissionen med ansvar för rättsliga frågor, istället för Rocco Buttiglione som inte accepterats av Europaparlamentet. Frattini ersattes som utrikesminister av vice premiärminister Gianfranco Fini. Han avgick från EU-kommissionen för att åter bli utrikesminister i samband med att Berlusconi återvalts till konseljpresident 2008. I samband med att Berlusconis regering avgick i november 2011 ersattes Frattini med Giulio Terzi di Sant'Agata.